# Библиография на Хегел
Библиография върху авторите и книгите за Хегел и хегеловата философия.

### Общо въведение
- Beiser, Frederick C. (2005). Hegel. Routledge
- Findlay, John Niemeyer (1958). Hegel: A Re-examination. Oxford University Press
- Gouin, Jean-Luc (2000). Hegel ou de la Raison intégrale, suivi de: „Aimer Penser Mourir: Hegel, Nietzsche, Freud en miroirs“, Montréal (Québec), Éditions Bellarmin, 225 p.
- Houlgate, Stephen (2005). An Introduction to Hegel. Freedom, Truth and History. Oxford: Blackwell
- Kainz, Howard P. (1996). G. W. F. Hegel. Ohio University Press.
- Kaufmann, Walter, 1965. Hegel: A Reinterpretation. New York: Doubleday (reissued Notre Dame IN: University of Notre Dame Press, 1978)
- Plant, Raymond, 1983. Hegel: An Introduction. Oxford: Blackwell
- Singer, Peter, 2001. Hegel: A Very Short Introduction. Oxford University Press (previously issued in the OUP Past Masters series, 1983)
- Stirling, James Hutchison, The Secret of Hegel: Being the Hegelian System in Origin Principle, Form and Matter
- Taylor, Charles, 1975. Hegel. Cambridge: Cambridge University Press.

– Обширна експозиция на хегелианската мисъл и нейното влияние на централните интелектуални и духовни въпроси в неговото и нашето време.
- Scruton, Roger, „Understanding Hegel“ in The Philosopher on Dover Beach, Manchester: Carcanet Press, 1990

### Есета
- Beiser, Frederick C. (ed.), 1993. The Cambridge Companion to Hegel. Cambridge: Cambridge University Press.

– Колекция от статии върху широк спектър от хегеловата мисъл.
- Adorno, Theodor W., 1994. Hegel: Three Studies. MIT Press. Translated by Shierry M. Nicholsen, with an introduction by Nicholsen and Jeremy J. Shapiro

– Есета върху Хегеловата коцепция за духа/ума, опита и защо Хегел етруден за четене.

### Биография
- Althaus, Horst, 1992. Hegel und die heroischen Jahre der Philosophie. Munich: Carl Hanser Verlag. Eng. tr. Michael Tarsh as Hegel: An Intellectual Biography, Cambridge: Polity Press, 2000
- Pinkard, Terry P., 2000. Hegel: A Biography. Cambridge: Cambridge University Press.

– От водещ американски хегелов изследовател, цели да развенчае някои популярни погрешни схващания за хегеловата мисъл.
- Rosenkranz, Karl, 1844. Georg Wilhelm Friedrich Hegels Leben.

– Все още един много важен източник за живота на Хегел.
- Hondt, Jacques d', 1998. Hegel: Biographie. Calmann-Lévy, поправена 2009

– Тази биография, заедно с биографията на Horst Althaus (1999), е разгледана в рецензия в Nuit Blanche: Le Commissaire et le Détective

### Исторически
- Rockmore, Tom, 1993. Before and After Hegel: A Historical Introduction to Hegel's Thought. Indianapolis: Hackett.
- Löwith, Karl, 1964. From Hegel to Nietzsche: The Revolution in Nineteenth-Century Thought. Translated by David E. Green. New York: Columbia University Press.

### Развитието на Хегел
- Lukács, Georg, 1948. Der junge Hegel. Zürich and Vienna (2nd ed. Berlin, 1954). Eng. tr. Rodney Livingstone as The Young Hegel, London: Merlin Press, 1975
- Harris, H. S., 1972. Hegel's Development: Towards the Sunlight 1770 – 1801. Oxford: Clarendon Press
- Harris, H. S., 1983. Hegel's Development: Night Thoughts (Jena 1801 – 1806). Oxford: Clarendon Press
- Dilthey, Wilhelm, 1906. Die Jugendgeschichte Hegels (repr. in Gesammelte Schriften, 1959, vol. IV)
- Haering, Theodor L., 1929, 1938. Hegel: sein Wollen und sein Werk, 2 vols. Leipzig (repr. Aalen: Scientia Verlag, 1963)